# Brassicales
Brassicales es un orden de plantas eudicotiledóneas introducido por el Grupo para la filogenia de las angiospermas. Reemplaza a Capparales. Este orden de plantas con flores (angiospermas) es conocido por su diversidad taxonómica, importancia económica, ecológica y evolutiva.
Sus especies presentan flores dialipétalas, sincárpicas, de placentación frecuentemente parietal, perianto evidente y células con mirosinasa (enzima que por hidrólisis de glucosinolatos sintetiza compuestos azufrados llamados mostazas).
El orden Brassicales comprende plantas con flores que incluye coles y alcaparras, así como reseda, mostaza y capuchinas. Brassicales incluye 17 familias, 398 géneros y 4450 especies. Hay cinco grupos familiares: Brassicaceae, Capparidaceae y Cleomaceae; Akaniaceae y Tropaeolaceae; caricáceas y moringáceas; Bataceae, Salvadoraceae y Koeberliniaceae; y Resedaceae, Gyrostemonaceae, Tovariaceae y Pentadiplandraceae. No están claramente ubicadas Limnanthaceae, Setchellanthaceae y Emblingiaceae.
El orden es muy distinto desde el punto de vista anatómico, ultraestructural y químico, además de ser fácilmente reconocible en las comparaciones moleculares. De hecho, el olor y el sabor de las plantas en Brassicales resultan de la presencia de glucosinolatos: compuestos que contienen azufre que también se conocen como aceites de mostaza. Estos compuestos se encuentran en casi todos los miembros del orden y pueden impedir la depredación, por bacterias hasta mamíferos. Sin embargo, estos mismos compuestos pueden atraer a otras especies. Las mariposas del género Pieris y sus parientes (mariposa aurora Anthocharis cardamines) se sienten atraídas por los miembros de Brassicaceae en particular, y pueden ser plagas muy graves de Brassica cultivada. De hecho, Brassicaceae a menudo es fuertemente atacada por escarabajos derméstidos y otras plagas de herbario, mientras que Resedaceae, por ejemplo, está mayormente libre de plagas. Solo una familia fuera del orden Brassicales, Putranjivaceae del orden Malpighiales, se sabe que tiene glucosinolatos. Una familia de Brassicales, Koeberliniaceae, no tiene glucosinolatos, aunque otra evidencia la coloca firmemente en ese orden.
Las plantas en Brassicales presentan una amplia gama de características morfológicas. Pueden ser hierbas anuales o perennes, arbustos o pequeños árboles. Muchas especies tienen flores distintivas con cuatro pétalos dispuestos en forma de cruz, característico de la familia Brassicaceae. Las plantas Brassicales están adaptadas a diversos nichos ecológicos en todo el mundo. Se encuentran en hábitats que van desde regiones templadas hasta selvas tropicales y desiertos. Esta adaptabilidad se refleja en su capacidad para prosperar en diferentes tipos de suelo y tolerar una variedad de condiciones ambientales.
Muchas plantas Brassicales son importantes económicamente debido a su uso como alimento, producción de aceites y propósitos ornamentales. Ejemplos incluyen vegetales como el brócoli, la col y el rábano (Brassicaceae), así como cultivos oleaginosos como el colza (Brassica napus) y la mostaza (Brassica juncea). Algunas especies también se utilizan en la medicina tradicional.
El orden Brassicales ha experimentado una diversificación evolutiva significativa, incluidas duplicaciones completas del genoma que han moldeado la diversidad genética y el potencial adaptativo de sus especies miembro. Esta historia evolutiva se refleja en las variadas vías bioquímicas e interacciones ecológicas observadas dentro del grupo.

## Importancia de los glucosinolatos en las plantas del orden Brassicales
Los glucosinolatos (GSL) son compuestos naturales del metabolismo secundario de las plantas, principalmente presentes en las Brassicas. Los glucosinolatos son metabolitos secundarios de casi todas las plantas del orden Brassicales. Esto incluye la familia de importancia económica Brassicaceae, así como Capparaceae y Caricaceae.
Los glucosinolatos se encuentran en varias plantas comestibles como la col (col blanca, col china, brócoli), las coles de Bruselas, los berros, los rábanos rusticanos, las alcaparras y los rábanos, cuyos productos de descomposición contribuyen a menudo de forma significativa al sabor característico. Los glucosinolatos también se encuentran en las semillas de estas plantas.  Los glucosinolatos  desempeñan un papel crucial en la biología, ecología y evolución de las plantas del orden Brassicales. Entre los aspectos clave que destacan la importancia de los GSLs en Brassicales, se cuentan:
- Defensa contra herbívoros y patógenos:

Las GSL son conocidas principalmente por su papel en la defensa de las plantas. Cuando se daña el tejido vegetal (por ejemplo, por herbívoros), las GSL se hidrolizan enzimáticamente para liberar productos de descomposición tóxicos como isotiocianatos y nitrilos. Estos compuestos disuaden a los herbívoros y reducen potencialmente los ataques de patógenos, proporcionando un mecanismo de defensa directo para las plantas.
- Arsenal diverso de defensa química:

Las especies de Brassicales presentan una notable diversidad de estructuras GSL. Esta diversidad permite a las plantas defenderse contra una amplia gama de herbívoros y patógenos, ya que los diferentes GSL y sus productos de descomposición pueden tener diferentes efectos tóxicos y disuasorios. La capacidad de sintetizar y diversificar las GSL proporciona ventajas adaptativas en diversos nichos ecológicos.
- Nutrición humana y beneficios para la salud:

Los GSL y sus productos de degradación han suscitado un gran interés por sus posibles beneficios para la salud humana. Algunos de sus productos de degradación, en particular los isotiocianatos como el sulforafano, se han estudiado por sus propiedades anticancerígenas, sus efectos antioxidantes y su papel en la promoción de la salud en general. Las hortalizas del género Brassica, como el brécol, la col y la berza, son ricas en GSL y se recomiendan a menudo en la dieta humana por sus propiedades beneficiosas para la salud.
- Interacciones ecológicas y coevolución:

La presencia de GSL influye en las interacciones entre las plantas Brassicales y sus herbívoros. Los herbívoros han desarrollado mecanismos para desintoxicar los productos de descomposición de los GSL, lo que puede impulsar carreras armamentísticas coevolutivas entre plantas y herbívoros. Esta interacción dinámica determina la evolución tanto de las defensas de las plantas (diversidad de GSL) como de las adaptaciones de los herbívoros, lo que influye en la ecología de las comunidades y en la diversificación de las especies.
- Adaptación ambiental y respuestas al estrés:

Las GSL no sólo intervienen en la defensa directa, sino que también desempeñan un papel en la adaptación ambiental y las respuestas al estrés. En ellas influyen factores ambientales como la luz, la temperatura y la disponibilidad de nutrientes, que pueden afectar a la biosíntesis y acumulación de GSL en las plantas. Esta capacidad de respuesta a las señales ambientales permite a las plantas Brassicales modular sus estrategias de defensa en función de las condiciones imperantes.
- Ecología química y diversificación evolutiva:

La evolución de la biosíntesis y diversidad de GSL ha contribuido al éxito evolutivo y a la diversificación de las plantas Brassicales. Diferentes linajes de Brassicales han desarrollado perfiles de GSL distintos, reflejando adaptaciones a nichos ecológicos específicos e interacciones con diferentes herbívoros. Esta diversificación está íntimamente ligada a acontecimientos históricos como las duplicaciones del genoma completo (WGDs), que proporcionaron la base genética para la expansión y diversificación de las vías biosintéticas de las GSLs.
En resumen, las GSL son compuestos bioquímicos fundamentales en las plantas Brassicales, que desempeñan funciones polifacéticas en la defensa contra herbívoros y patógenos, la nutrición humana, las interacciones ecológicas y la evolución adaptativa. Su diversidad y significado ecológico subrayan su importancia en el contexto más amplio de la biología vegetal y la dinámica de los ecosistemas.

## Familias
Incluye las siguientes familias:
En APG III, 2009
Orden Brassicales Bromhead, 1838
- Akaniaceae Stapf,1912
- (Bretschneideraceae Engl. & Gilg ) - optionalmente incluida en la anterior
- Bataceae Mart. ex Perleb, 1838
- Brassicaceae Burnett, 1835
- Capparaceae Juss., 1789
- Caricaceae Dumort., 182)
- Cleomaceae Bercht. & J.Presl, 1825
- Emblingiaceae J.Agardh, 1958
- Gyrostemonaceae A.Juss., 1845
- Koeberliniaceae Engl., 1895
- Limnanthaceae R.Br., 1833
- Moringaceae Martinov, 1820
- Pentadiplandraceae Hutch. & Dalziel, 1928
- Resedaceae Martinov, 1820
- Salvadoraceae Lindl., 1836
- Setchellanthaceae Iltis, 1999
- Tovariaceae Pax, 1891
- Tropaeolaceae Juss. ex DC., 1824

En APG II, 2003 solo incluía:
- Akaniaceae
- (Bretschneideraceae) - optionalmente incluida en la anterior
- Bataceae
- Brassicaceae (= Cruciferae) (incluida Capparaceae)
- Caricaceae
- Emblingiaceae
- Gyrostemonaceae
- Koeberliniaceae
- Limnanthaceae
- Moringaceae
- Pentadiplandraceae
- Resedaceae
- Salvadoraceae
- Setchellanthaceae
- Tovariaceae
- Tropaeolaceae

Bajo el antiguo Sistema de Cronquist (1981) (1988), las Brassicales eran llamadas Capparales e incluidas entre las Dilleniidae. Las únicas familias que incluía eran las Brassicaceae y Capparaceae (que ya no se consideran por separado) y las Tovariaceae, Resedaceae y Moringaceae. Las demás familias clasificadas aquí se colocaban en diferentes órdenes.
Las familias Capparaceae y Brassicaceae están estrechamente relacionadas. Un grupo, formado por Cleome y géneros afines, se incluía tradicionalmente en las Capparaceae, pero al hacerlo se obtiene una Capparaceae parafilética, por lo que este grupo se incluye ahora generalmente en las Brassicaceae o como su propia familia, Cleomaceae.
El 20 de abril de 2020, una especie monotípica recientemente descrita de Namibia, Tiganophyton karasense Swanepoel, F.Forest & A.E. van Wyk se incluye en este orden como miembro monotípico de la nueva familia Tiganophytaceae, estrechamente relacionada con Bataceae, Salvadoraceae y Koeberliniaceae.

## Galería de géneros tipo

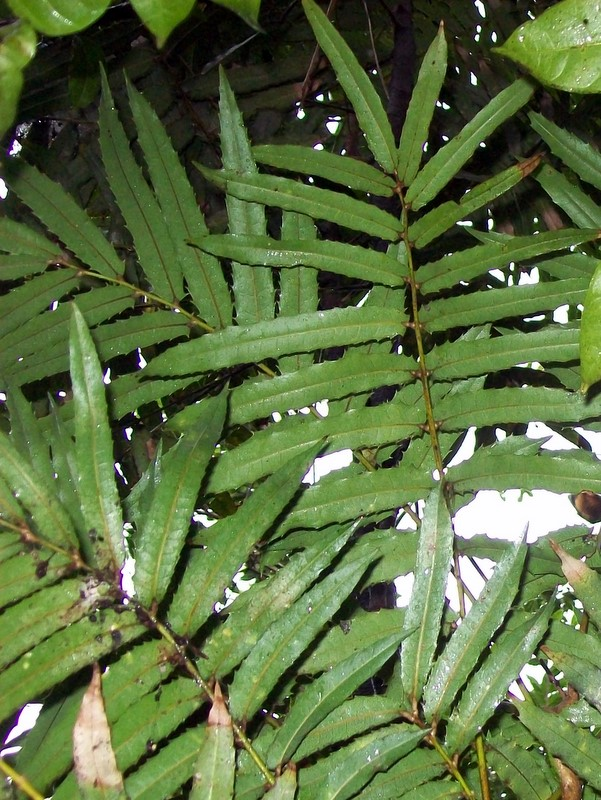
Akania bidwillii
Batis maritima (familia de las batáceas)
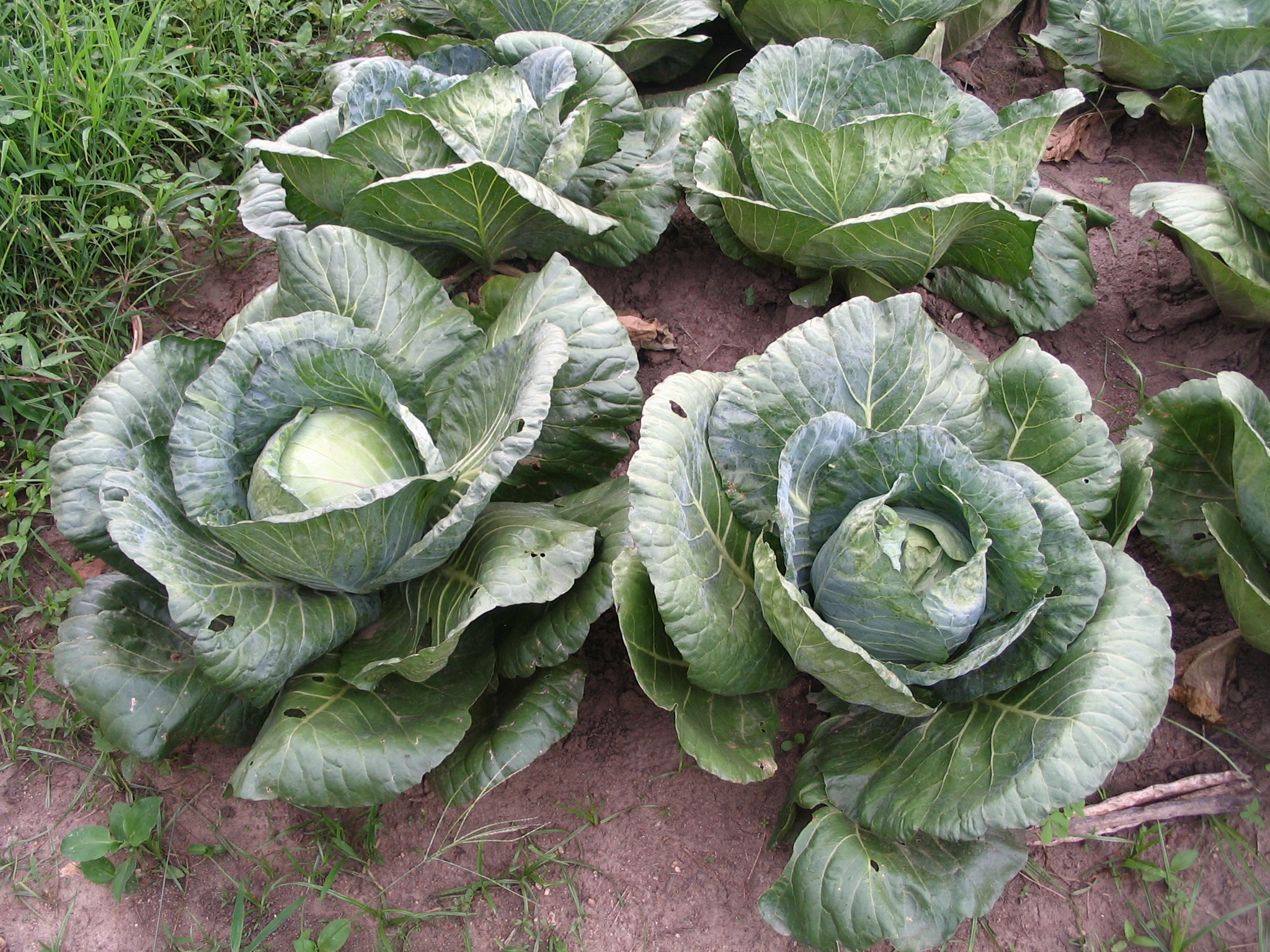
Brassica oleracea (familia de los coles)
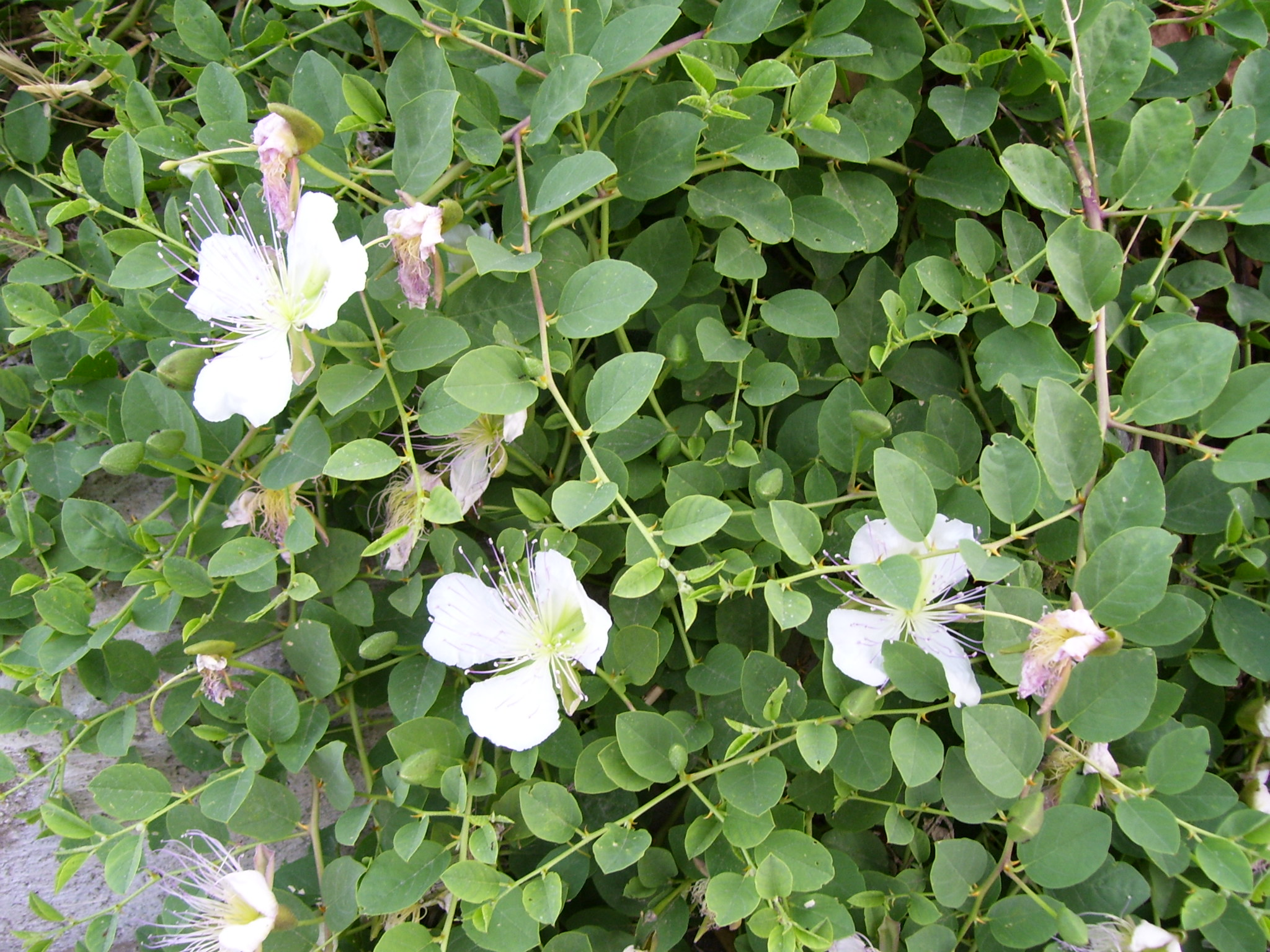
Capparis spinosa (familia de las alcaparras)
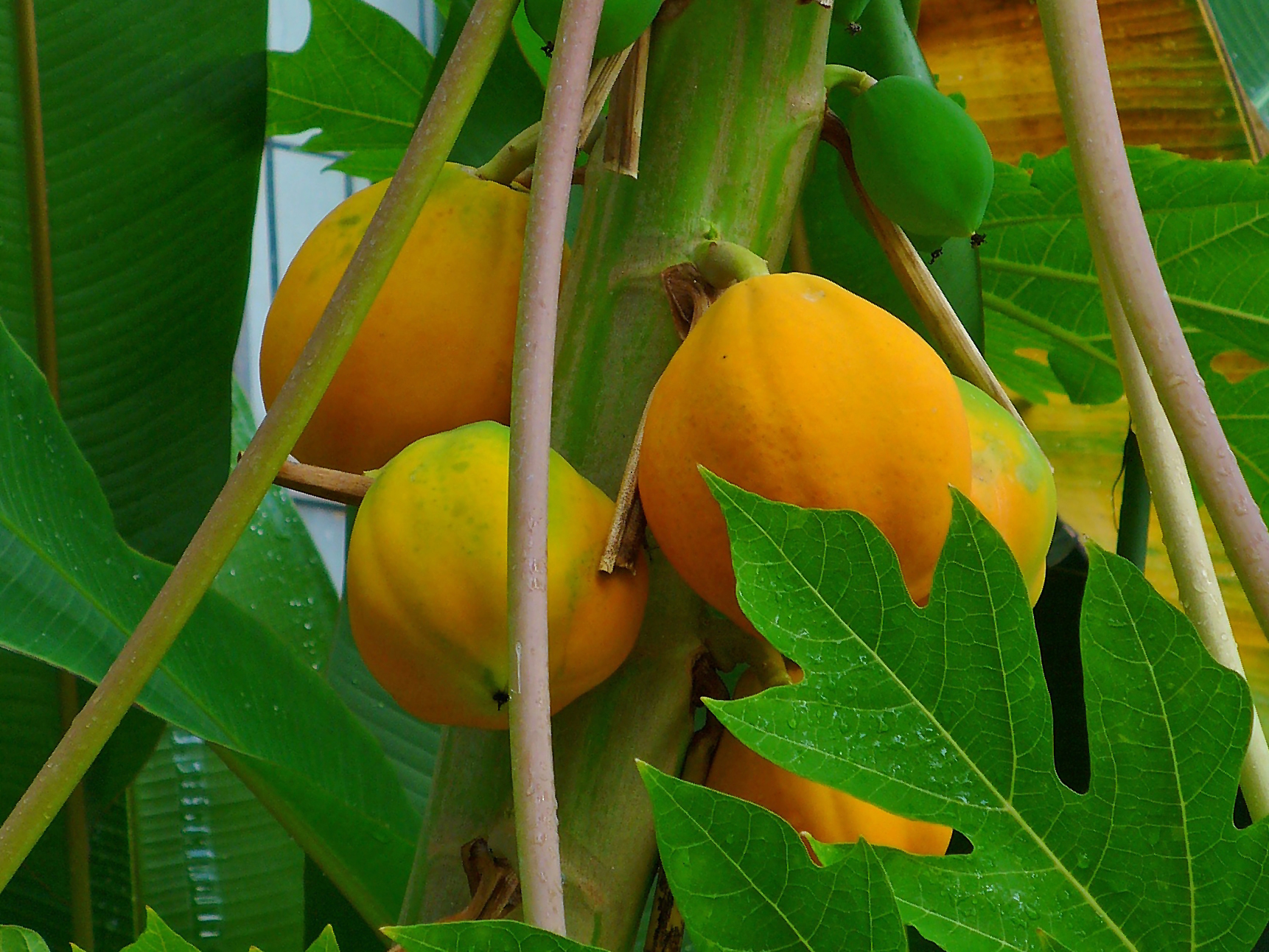
Carica papaya (familia de la papaya)
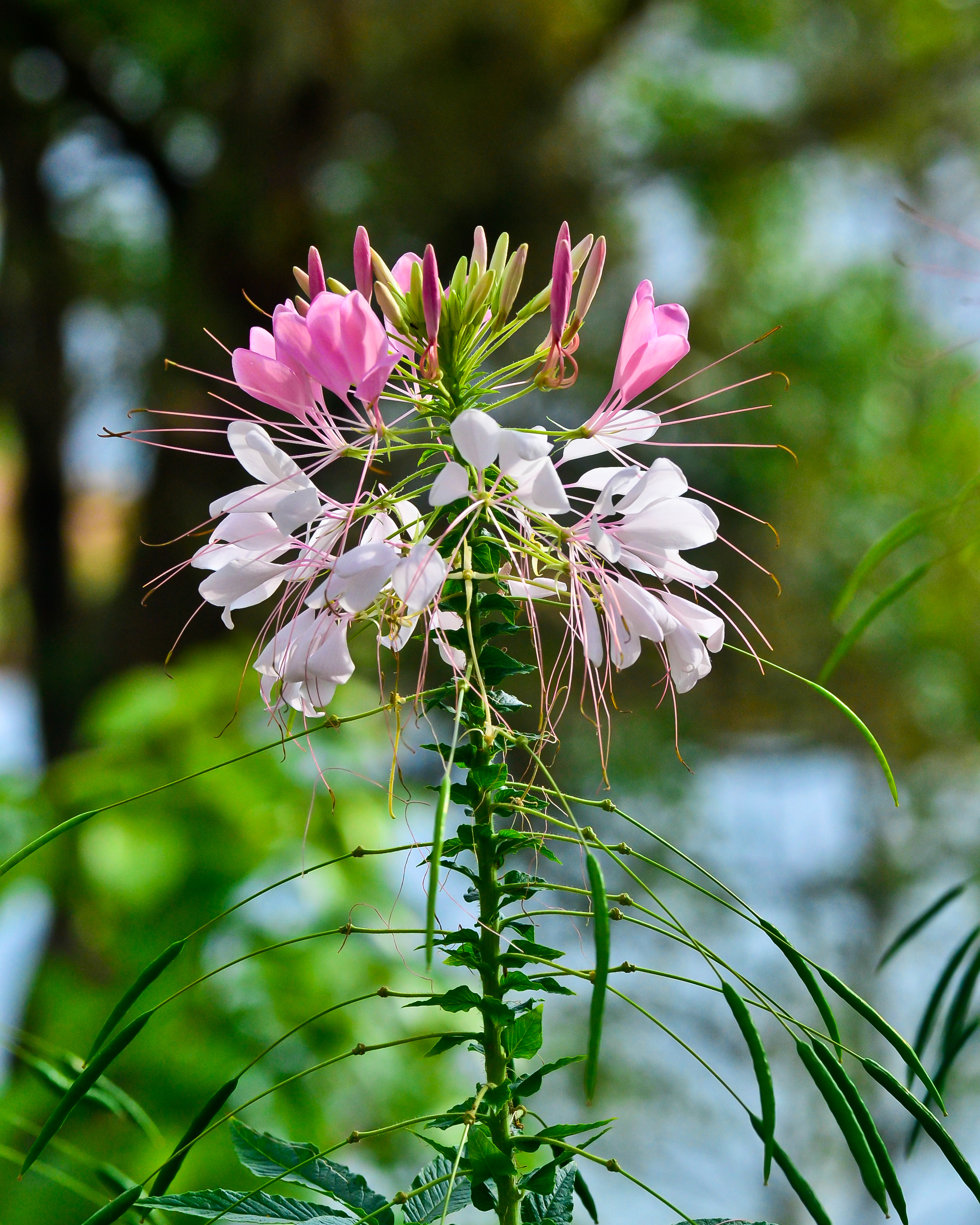
Cleome hassleriana
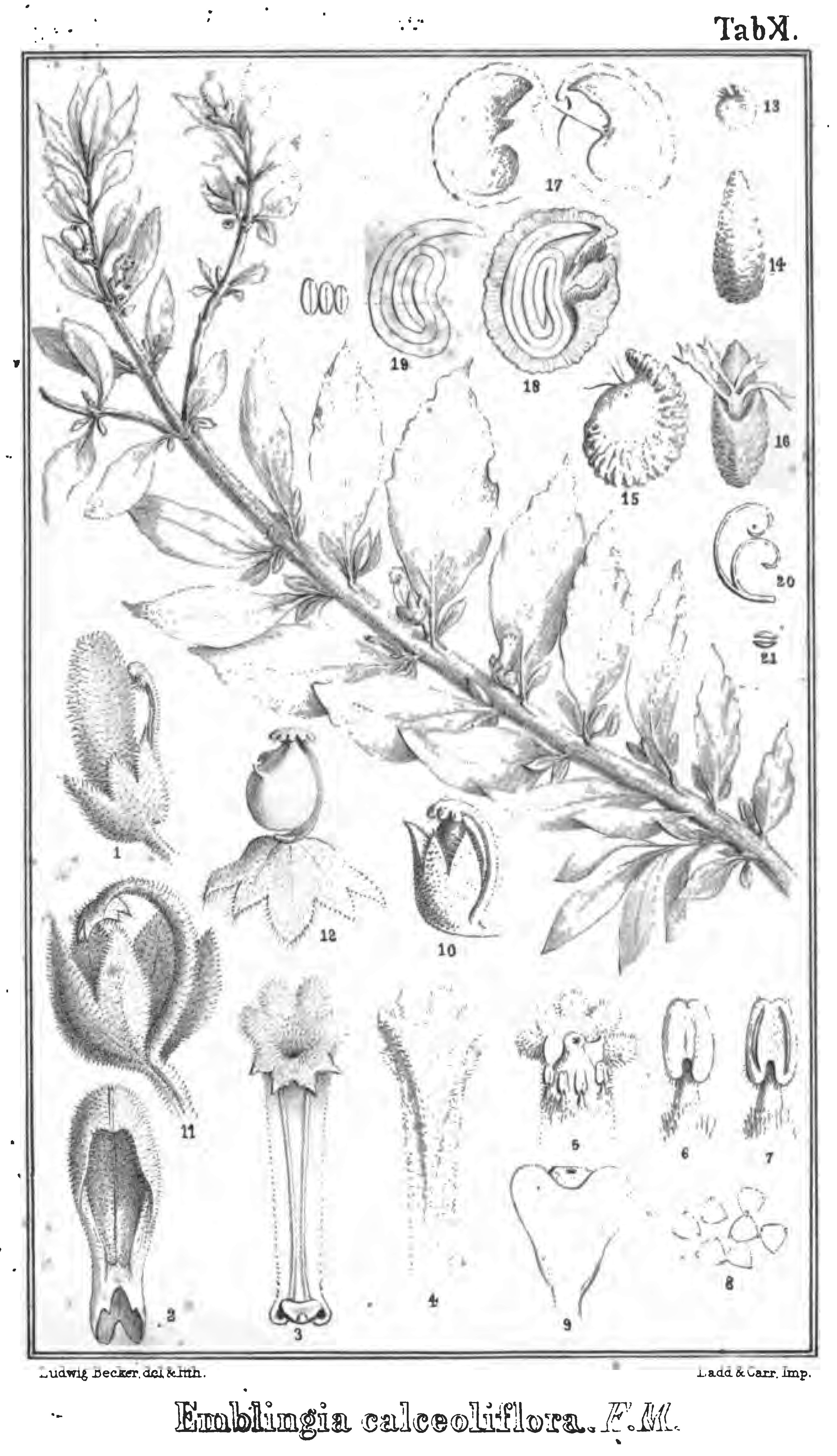
Emblingia calceoliflora
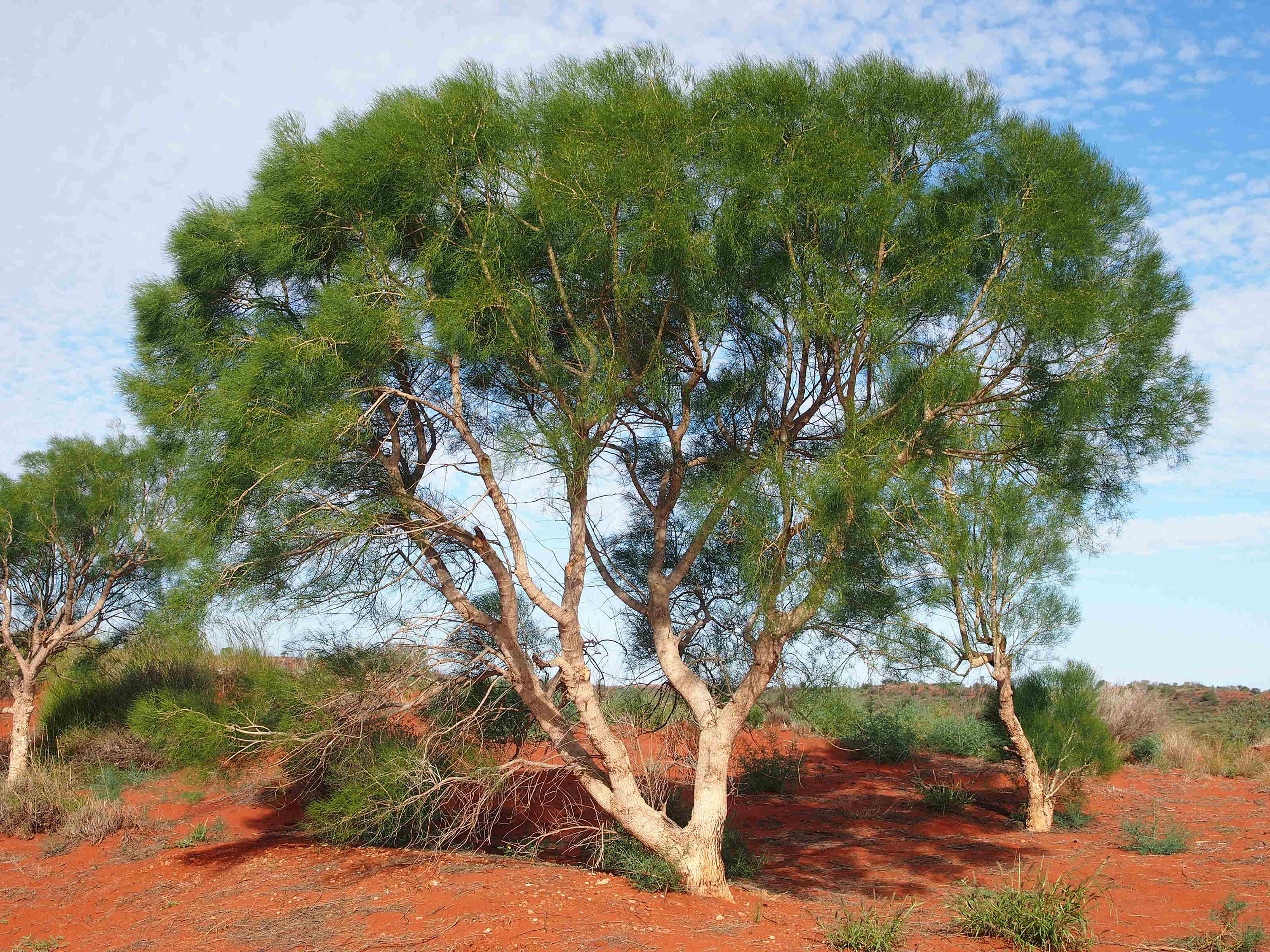
Gyrostemon ramulosis
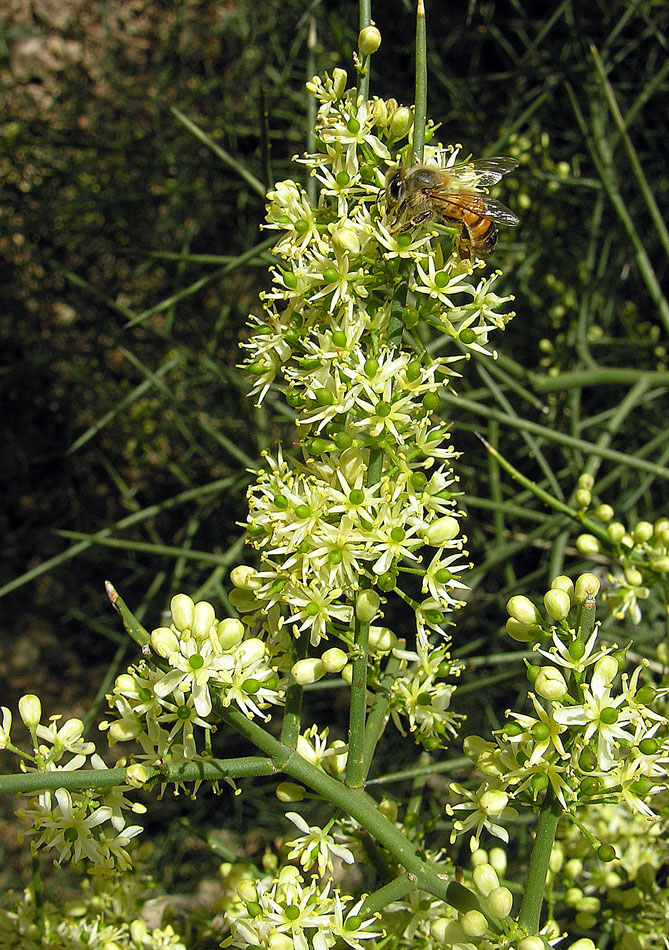
Koeberlinia spinosa (familia de los espinos)
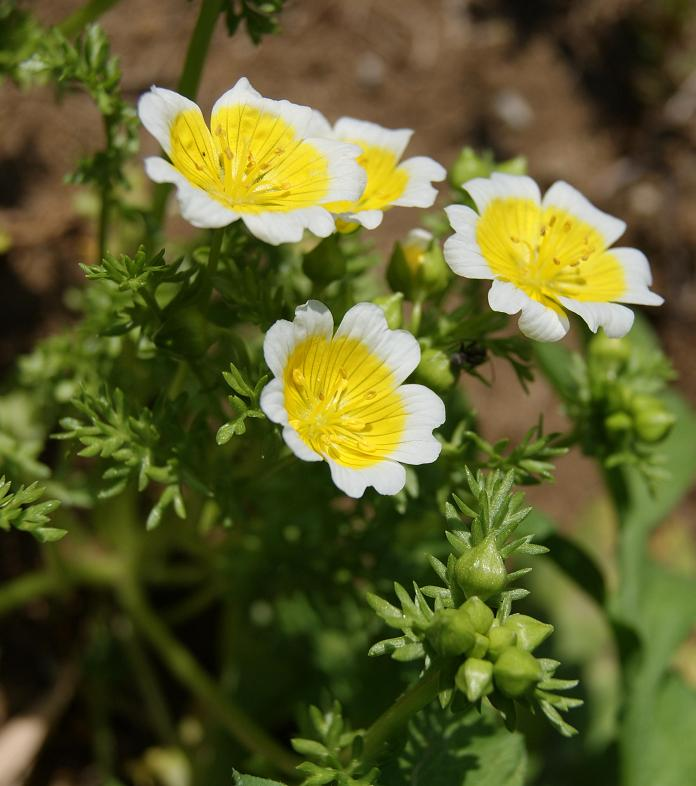
Limnanthes douglasii
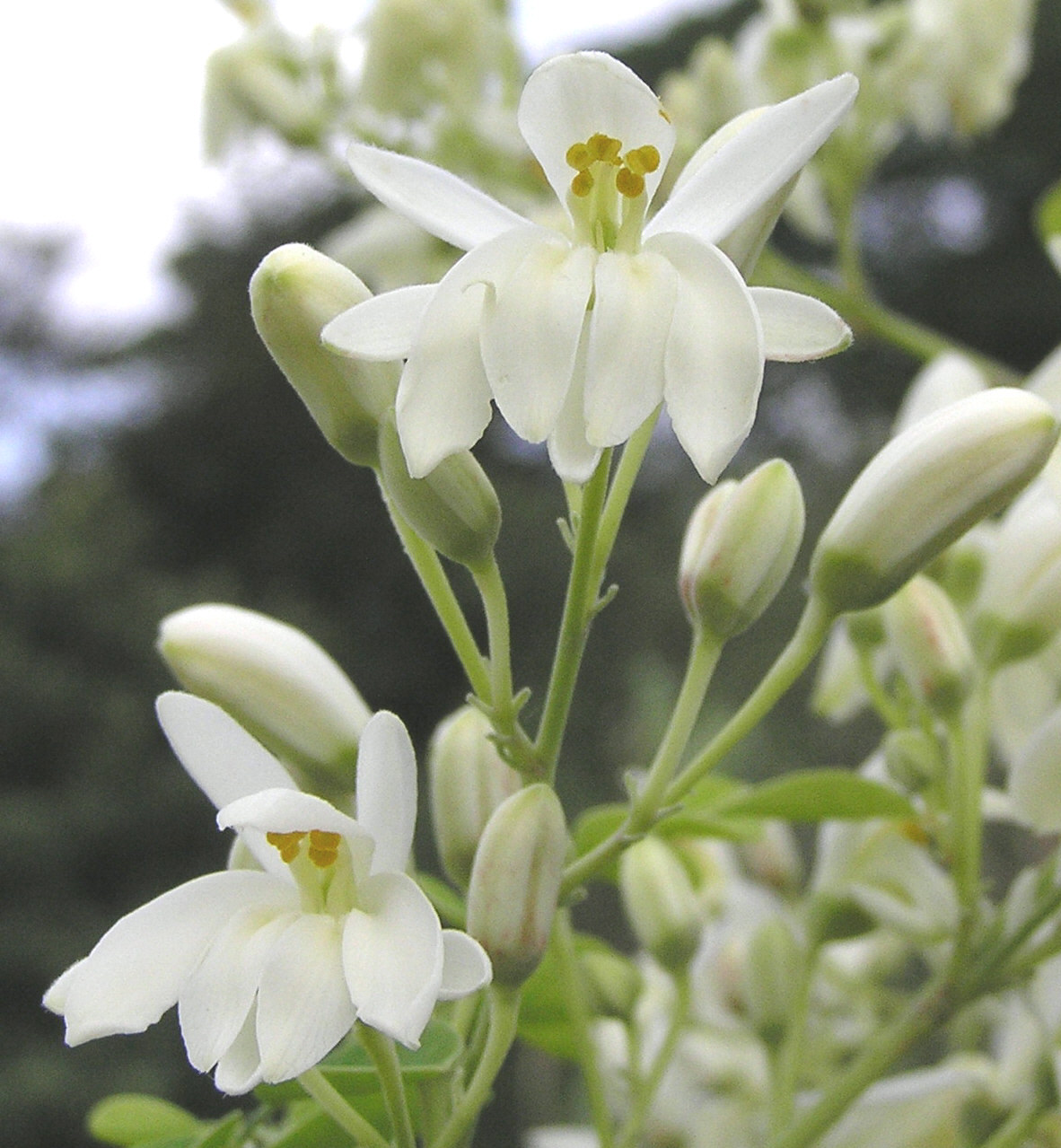
Moringa oleifera (familia del árbol de las moringas)
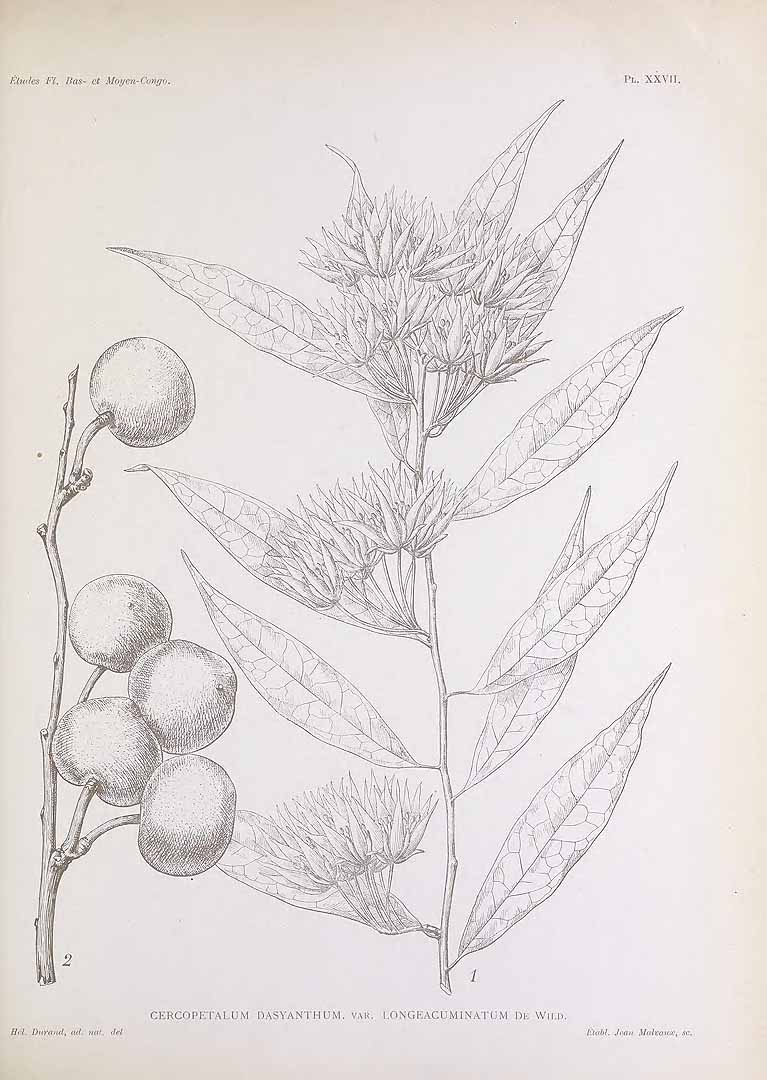
Pentadiplandra brazzeana (familia oubli)
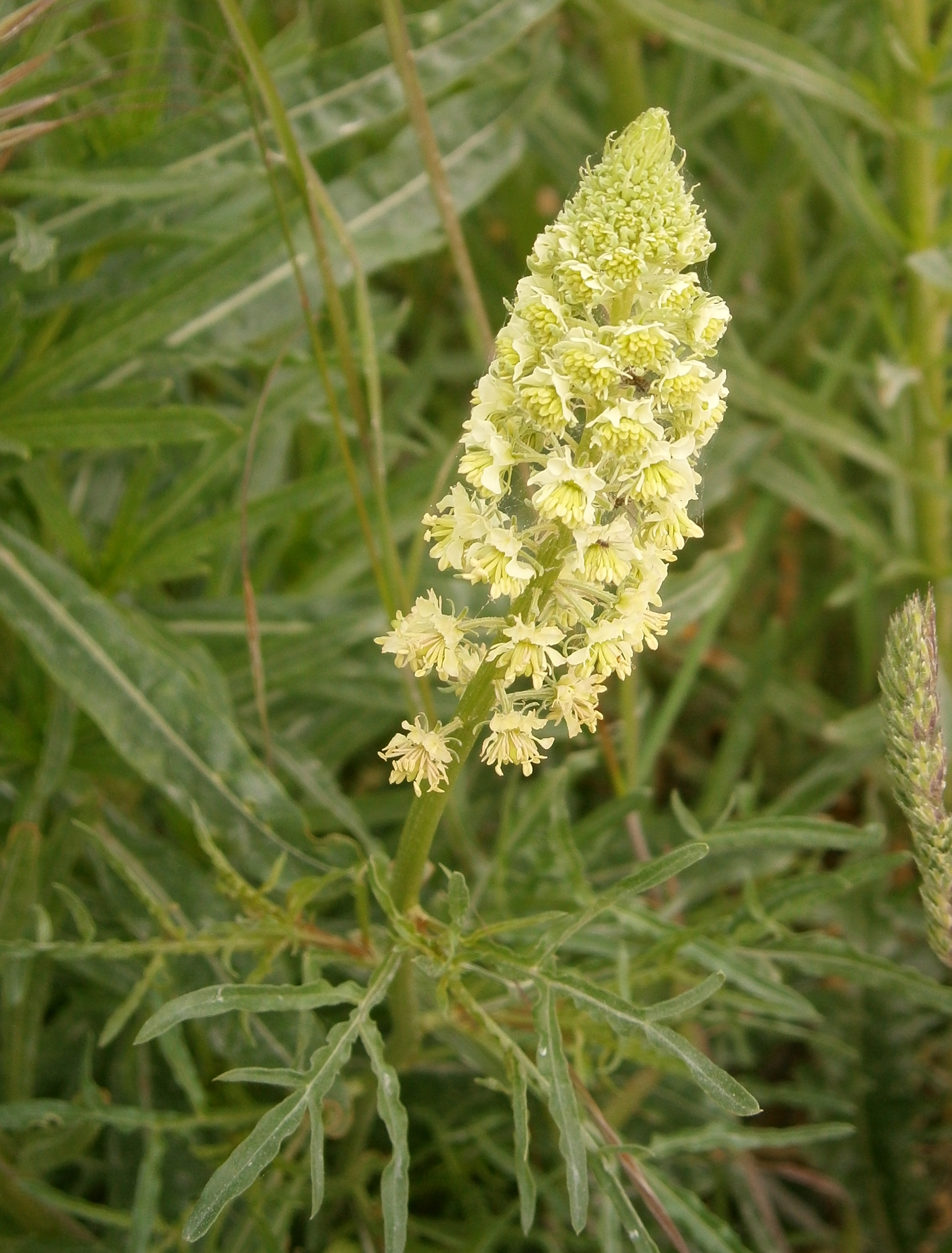
Reseda lutea (familia mignonette)
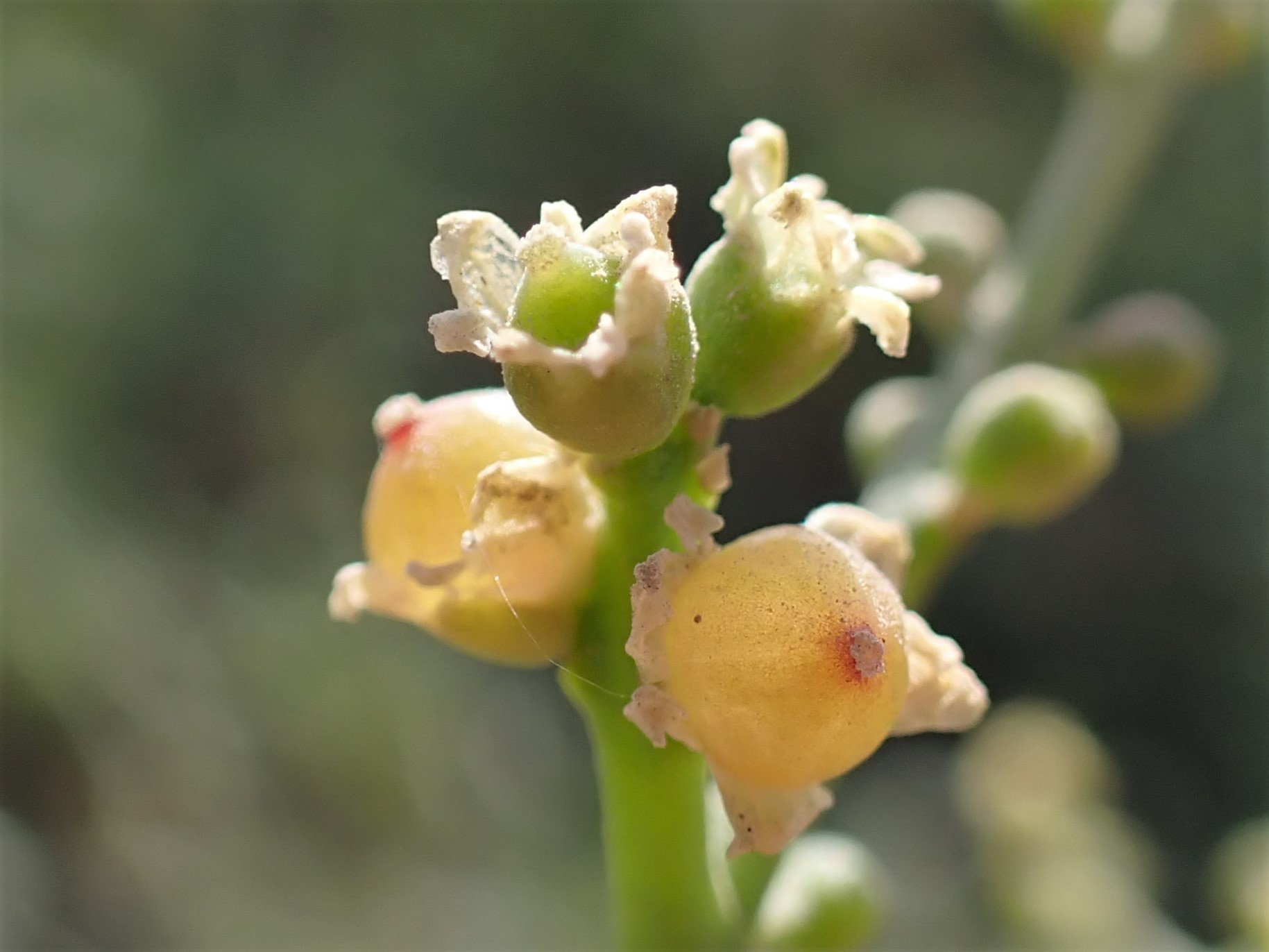
Salvadora persica (familia del árbol cepillo de dientes)
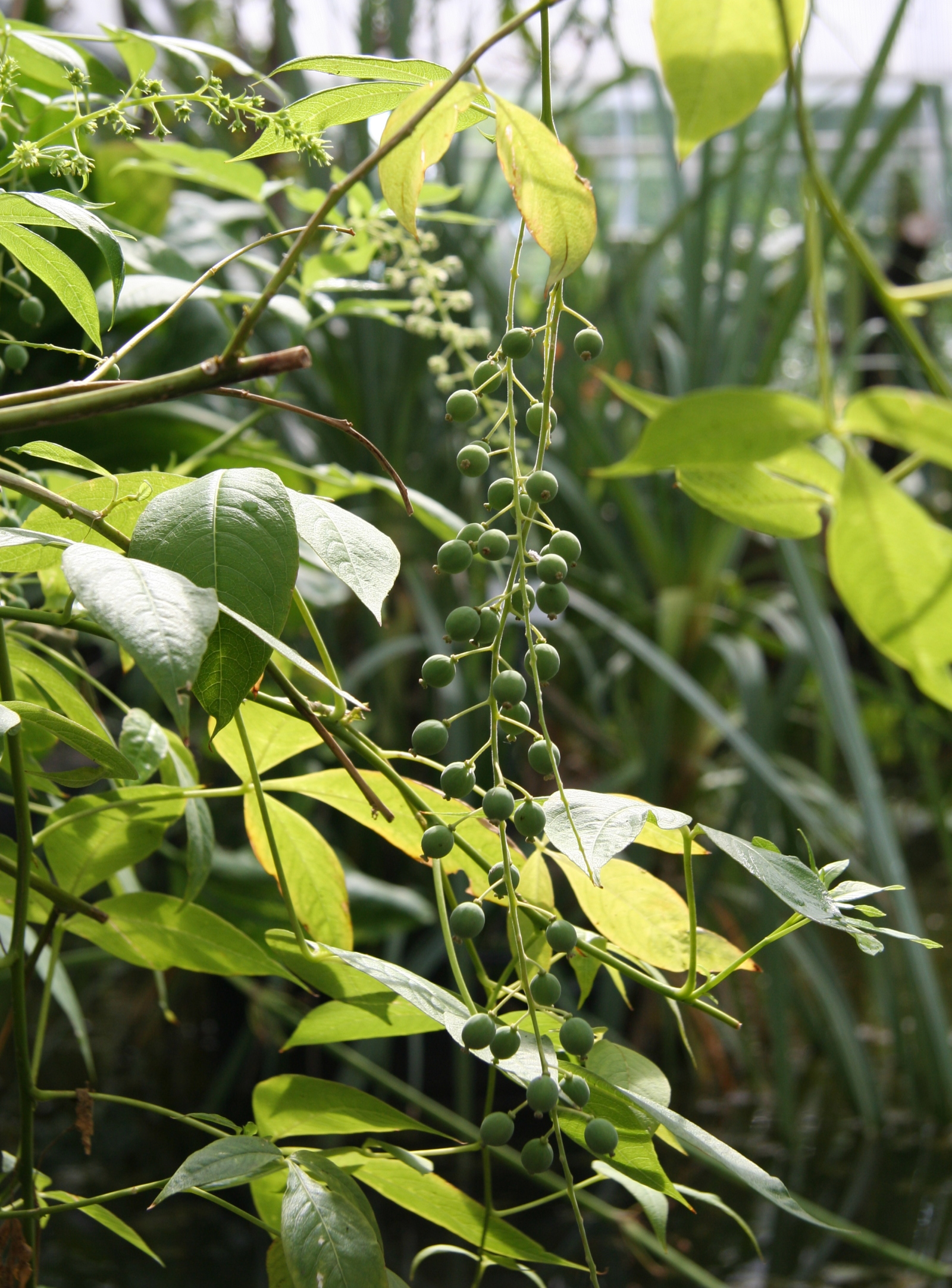
Tovaria pendula (Familia del arbusto hediondo)
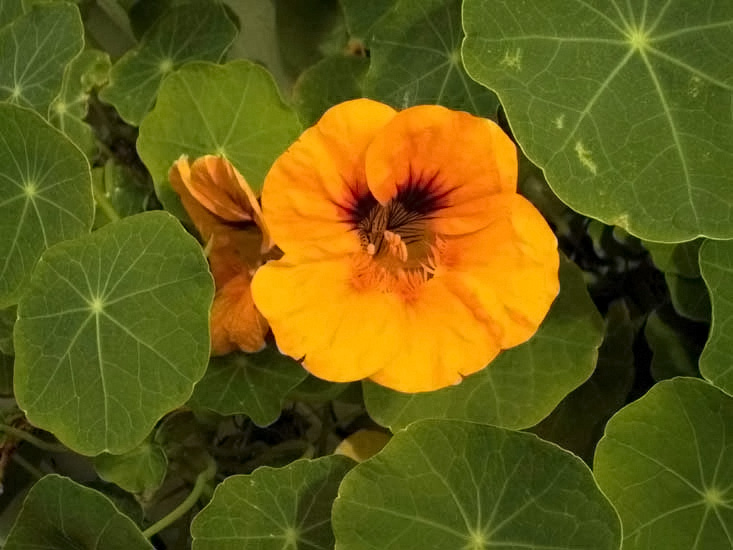
Tropaeolum majus (Familia nasturtium)

A veces Setchellanthaceae es denominada familia azulita.